# Nikolaus Simrock
Nikolaus Simrock (ur. 23 sierpnia 1751 w Moguncji, zm. 12 czerwca 1832 w Bonn) – niemiecki wydawca muzyczny.

## Życiorys
W latach 1774–1794 był waltornistą w nadwornej orkiestrze księcia elektora w Bonn. W 1780 roku zaczął handlować partyturami i instrumentami muzycznymi, od 1785 roku prowadził własny sklep. W 1793 roku otworzył w Bonn wydawnictwo muzyczne i własną sztycharnię nut. Zaprzyjaźniony z Ludwigiem van Beethovenem, wydał wiele jego kompozycji, w tym m.in. Sonatę „Kreutzerowską” op. 47. Opublikował też m.in. symfonie londyńskie Josepha Haydna, szereg utworów J.S. Bacha (w tym Das Wohltemperierte Klavier) oraz zbiory niemieckich pieśni ludowych Ludwiga Erka i Oskara Ludwiga Bernharda Wolffa. Obracał się w kręgu bońskiej elity intelektualnej, należał do miejscowej kolonii Zakonu Iluminatów. Jego firma wydawnicza utrzymywała międzynarodowe kontakty, posiadała swoje filie w Rzymie i Petersburgu.